# Torquatoides
Torquatoides ist eine Gattung der Rollschwänze mit fünf Arten. Sie sind Parasiten bei Vögeln.

## Merkmale
Torquatoides hat die Merkmale der Histiocephalinae. Der Hinterrand der Pseudolippen weist eine Ornamentierung auf. Die dorsalen und ventralen Lippen sind mit Klingen oder Schildern bewaffnet, die, im Gegensatz zu Viguiera, in mehreren Reihen angeordnet sind.

## Systematik
Zur Gattung gehören folgende Arten:
- Torquatoides balanocephala Gendre, 1921
- Torquatoides bengalensis Nandi & Majumdar, 1989
- Torquatoides gendrei Lopez-Neyra, 1947
- Torquatoides torquata Gendre, 1921
- Torquatoides trogoni Zhang & Brooks, 2004

Synonyme sind Cathematella Yamaguti, 1961, Leprirophus Skrjabin, Sobolev & Ivaschkin, 1965 und Torquatella Yorke & Maplestone, 1926.